# Кондуки (деревня)
Кондуки — деревня в Узловском районе Тульской области России.
В рамках административно-территориального устройства является центром Кондуковской сельской администрации Узловского района, в рамках организации местного самоуправления входит в Смородинское сельское поселение.

## География
Расположена в 19 км к юго-востоку от железнодорожной станции Узловая I (города Узловая).
К востоку от деревни простираются Романцевские горы (карьер Кондуки).

## Население
| 2002 | 2010 |
| ---- | ---- |
| 202  | ↘119 |